# Hraj
Hraj (biał. Грай, pol. Graj) – składanka białoruskiego zespołu rockowego Lapis Trubieckoj, wydana 1 listopada 2013 roku. Jest to jedyny w pełni białoruskojęzyczny album w historii grupy. Zawiera 10 piosenek znanych z poprzednich albumów zespołu z nowym masteringiem oraz dwa nowe utwory - „Soniejka” i „Miesiac”. Prezentacja albumu odbyła się 30 listopada 2013 roku na Siemens Arenie w Wilnie.

## Lista utworów
| Nr  | Tytuł utworu                        | Oryginalna pisownia tytułu | Album oryginalny    | Długość |
| --- | ----------------------------------- | -------------------------- | ------------------- | ------- |
| 1.  | „Nie być skotam” (sł. Janka Kupała) | «Не быць скотам»           | Rabkor              | 2:43    |
| 2.  | „Zoraczki”                          | «Зорачкі»                  | Manifest            | 3:47    |
| 3.  | „Panas”                             | «Панас»                    | Rabkor              | 2:36    |
| 4.  | „Nafta”                             | «Нафта»                    | Wiesiołyje kartinki | 3:01    |
| 5.  | „Rużowyja akulary”                  | «Ружовыя акуляры»          | Kultproswiet        | 3:21    |
| 6.  | „Belarus Freedom”                   |                            | Manifest            | 3:50    |
| 7.  | „Ramonki”                           | «Рамонкі»                  | Kapitał             | 3:06    |
| 8.  | „Miesiac”                           | «Месяц»                    | –                   | 3:43    |
| 9.  | „Majesz jajcy?!”                    | «Маеш яйцы?!»              | Rabkor              | 2:53    |
| 10. | „Hraj”                              | «Грай»                     | Wiesiołyje kartinki | 4:14    |
| 11. | „Cmok dy aroł”                      | «Цмок ды арол»             | Rabkor              | 3:24    |
| 12. | „Soniejka”                          | «Сонейка»                  | –                   | 1:30    |
|     |                                     |                            |                     | 38:08   |